# جوزدان (أصفهان)
جوزدان هي قرية في مقاطعة أصفهان، إيران. يقدر عدد سكانها بـ 891 نسمة بحسب إحصاء 2016.